# Vladimir Astapovskj
Vladimir Aleksandrovitj Astapovskij (ryska: Влади́мир Алекса́ндрович Аста́повский), född 16 juli 1946 i Brjansk, Sovjetunionen, död 12 april 2012 i Moskva, Ryssland, var en sovjetisk fotbollsspelare som tog OS-brons i fotbollsturneringen vid de olympiska sommarspelen 1976 i Montréal.

### Fotnoter
1. ↑  ”Football at the 1976 Montréal Summer Games: Men's Football”. Sports-reference.com. Arkiverad från originalet den 7 mars 2009. https://web.archive.org/web/20090307043456/http://www.sports-reference.com/olympics/summer/1976/FTB/mens-football.html. Läst 10 april 2016.